# Sant Jeroni de la Murtra
Sant Jeroni de la Murtra o de Nostra Senyora de la Vall de Betlem és un antic cenobi de l'orde dels jerònims, situat a la vall de Poià o de Betlem, a la serralada de Marina, al barri del Canyet de Badalona (Barcelonès). Va ser declarat monument històric-artístic d'interès nacional el 1975, i posteriorment, el 2014, Bé Cultural d'Interès Nacional, tant el monestir i els seus terrenys com tota la vall de Poià o de Betlem, on s'inclouen també, per exemple, les ermites de Sant Climent i de Sant Onofre, l'antiga ermita de la Miranda o l'aqüeducte de Dosrius. A més, l'antic monestir també ocupa la primera posició dins dels coneguts com a set tresors del patrimoni cultural de Badalona, que van ser escollits el 2010 amb motiu de la capitalitat de la cultura catalana de la ciutat.

## Història

### Fundació
Situat a l'indret de l'antic Mas Murtra, a la vall de Poià, on, segons Josep Maria Cuyàs, hi havia hagut la capella dedicada a Sant Martí des del segle xii, el monestir de Sant Jeroni va ser fundat el 1416 pels monjos jerònims amb l'ajut del mercader Bertran Nicolau, que va comprar el mas i, a més, va obtenir de Benet XIII la llicència per a traslladar la comunitat des del seu lloc d'origen, Mont Olivet, a Sant Pere de Ribes (Garraf); els motius del dit trasllat eren, possiblement, les males condicions del lloc: terra poc fèrtil i manca d'aigua. En arribar, segons Font i Cussó, els monjos no tenien on resar, perquè la dita capella de Sant Martí ja hauria desaparegut, si bé sí que es tenen notícies d'una capella dedicada a Sant Miquel al Mas Murtra. Inicialment, la comunitat estava formada per set monjos, durant els primers anys, fins a mitjans de segle xv, va passar moments difícils, però ben aviat va prendre gran volada, fet demostrat en l'augment del nombre de residents, de catorze a trenta, de 1430 a 1460.

### Construcció i patronatge reial

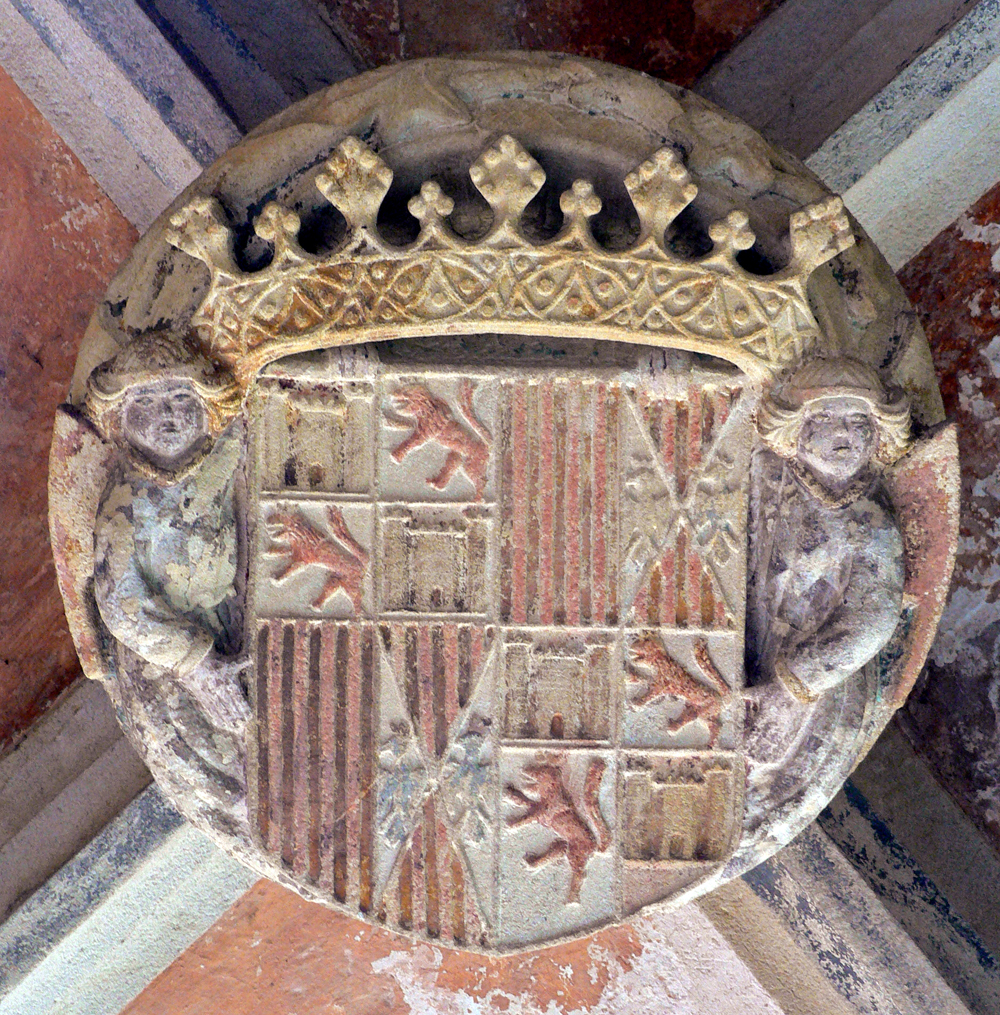
Clau de volta del claustre amb l'escut dels Reis Catòlics, probablement abans de 1491, ja que no hi apareix l'escut de Granada

La construcció del monestir i l'adquisició de terres es va dur a terme al llarg de la seva història, durant la qual va rebre donacions i ajuts de la burgesia i de la pagesia benestant; posteriorment, també amb l'ajut de la noblesa, es va expandir patrimonialment el monestir i es va construir la resta de l'església, cellers, i altres dependències. Destaca l'ajut per part de la monarquia, a canvi de la qual, els monjos jerònims van donar suport als monarques en nombroses ocasions, per la qual cosa van rebre també la visita dels reis al monestir. El primer dels monarques va ser Joan II d'Aragó, que va ser protector del monestir, en va fer construir una sala àmplia per a emprar-la de refetor a finals del segle xv. Els Reis Catòlics també van finançar part de les obres, concretament una de les ales, on les claus de volta estan decorades amb l'escut reial, i a les mènsules s'hi troben les cares dels monarques; en aquest espai hi ha altres mènsules i claus de volta dedicades a altres benefactors, per exemple al notari barceloní Antoni Vinyes, que va deixar una donació en testament per a la construcció del recinte el 1488.

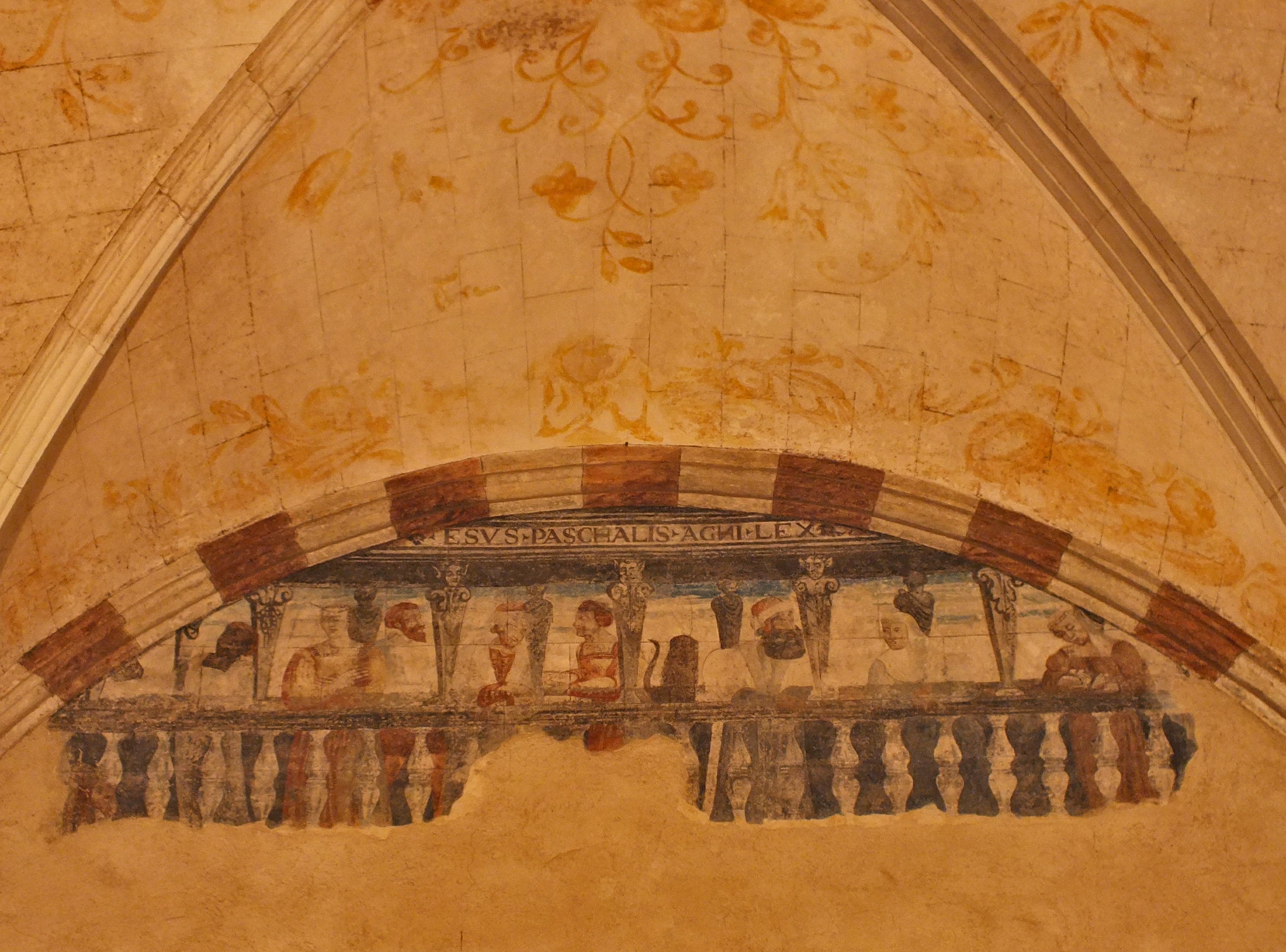
Restes de la pintura mural de 1538 del refetor. D'esquerra a dreta hi ha un home negre, els emperadors Isabel de Portugal i Carles V, el lloctinent de Catalunya Francesc de Borja i la seva esposa Elionor de Castro, Andreu Doria i un gat, el prior de la Murtra Pere Alsina i una dona de la cort llegint.

Els primers Àustries també van tenir vinculació amb el monestir. Carles V el va visitar la Setmana Santa de 1519, confirmant al prior Pere Benejam tots els privilegis i mercès que havien atorgat a la comunitat els seus avantpassats. Carles va retornar a la Murtra el 1535, on va rebre consell del frare Pere Alsina, a qui el monarca sempre havia tingut gran estima; aquell any probablement va tenir notícia, a través dels monjos, de l'assalt dels pirates a Badalona el 1527, i és precisament en aquella ocasió quan Carles va preparar el seu pla de conquesta de la ciutat Tunis, la flota va partir de Barcelona, des de la desembocadura del Besòs. Aquest fet es commemorà amb una gran pintura mural al tester del refectori del monestir, on apareixen l'emperador, l'emperadriu Isabel de Portugal, el virrei Francesc de Borja i la seva esposa, l'almirall en cap de la flota Andreu Doria i el dit fra Pere Alsina. La pintura també al·ludia a la tercera visita que va fer Carles el 1538, en la qual va fer una donació de cent escuts a la comunitat que es van destinar a la volta de l'església i al cor, obres dirigides per Tomàs Berça, en els quals es van esculpir unes ales imperials, de les quals encara es conserva una de forma fragmentària.
Felip II seria el darrer monarca en visitar el monestir el maig de 1581, per bé que ho va fer acompanyat del seu fill el príncep d'Astúries Felip, que va romandre a la Torre Pallaresa, de la infanta Isabel Clara Eugènia i altres personalitats, com el primat portuguès Jorge de Ataíde. D'altra banda, va ajudar econòmicament al monestir en dues ocasions: la primera va concedir-li mil lliures que, tanmateix, van haver de ser repartides amb el monestir de Sant Jeroni de la Vall d'Hebron, que s'havia assabentat del donatiu; la segona, el 1584, el va concedir la capacitat de treure de Sicília 200 tones de blat, franques de dret.

#### Colom a la Murtra?

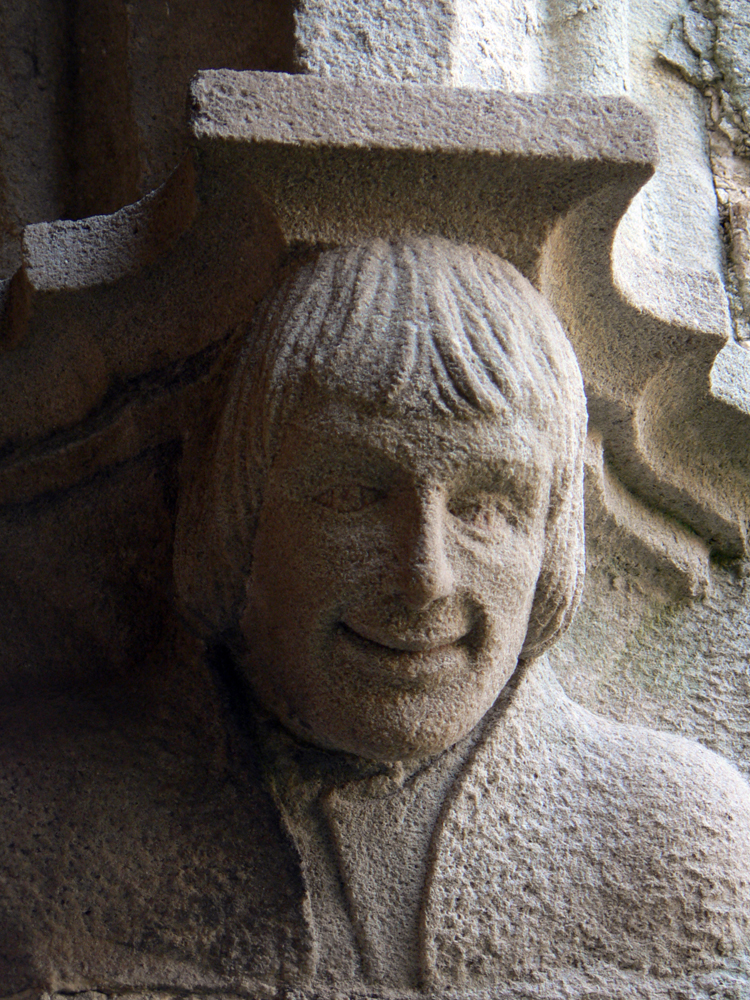
Suposat retrat de Colom en un capitell del claustre del monestir

Es diu que, després de l'atemptat de Joan de Canyamars a Ferran el Catòlic el 7 de desembre de 1492 a les escales del Palau Reial Major de Barcelona, el monarca va passar uns dies recuperant-se al palau del bisbe d'Urgell i després marxà amb Isabel de Castella a Montserrat en acció de gràcies; enviaren una carta a Colom el 30 de març convidant-lo a venir a Barcelona, per tal que anés a informar-los del viatge; a principis d'abril s'instal·laren a Sant Jeroni, quelcom que consta documentalment. Segons la tradició, va ser a Sant Jeroni, i no a Barcelona, com s'havia afirmat tradicionalment, on els Reis Catòlics van rebre a Cristòfor Colom en tornar del seu primer viatge a Amèrica, comunicant-los la descoberta del Nou Món. Colom arribaria a Barcelona el 20 d'abril i la reunió amb els reis es va dur gairebé en absolut secret, perquè les cròniques oficials no en parlen. S'afirma que tal discreció era per evitar que els portuguesos no reconeguessin a Aragó els mateixos drets que a Castella al Tractat de Tordesillas, i per aquesta raó es va escollir el cenobi jerònim. La presència de Colom sembla que va quedar en la memòria de les generacions de les cases properes al monestir com Can Butinyà, Torre Pallaresa, Can Sunyol i Can Latrilla, testimonis recollits per Cuyàs. A més, cal destacar el fet que en el segon viatge de Colom a Amèrica, el 25 de setembre de 1493, l'acompanyà, entre altres eclesiàstics, el frare Ramon Pané, membre de la comunitat de Sant Jeroni.
Altrament, hi ha historiadors que veuen la petjada de Ramon Llull en el viatge de Colom, un autor de qui a Sant Jeroni de la Murta tenien una gran documentació. En Llull plantejava l'esfericitat de la Terra, i que les marees podien ser causa d'altres terres enllà de l'oceà.

### Dominis
En l'acta fundacional, Bertran Nicolau, va posar els diners per comprar la casa i els terrenys de la Murtra, situats a la vall de Poià, però també hi va incloure els llocs de Concabella i Gra (Segarra), que restaren en poder dels monjos fins a la guerra civil catalana, quan la comunitat decideix desprendre's d'aquests feus. A més, al segle xv tota la Vallençana va passar a dependre dels monjos jerònims, tant en propietat com en senyoria, sobretot aquelles terres on s'havia situat antigament la població de Montcada i on encara avui s'alça l'església de Santa Engràcia i llur cementiri. Durant aquest segle adquireixen progressivament cada vegada més terres i arribaren a tenir litigis amb els canonges de la Catedral de Barcelona pels delmes a percebre en els límits entre Reixac i Badalona. A principis del segle xvi, gràcies a les millores econòmiques derivades dels lluïsmes dels censals, el monestir adquirí el castell i el lloc de Tous (Anoia) el 1505. A Tous els monjos tenien la pràctica totalitat dels drets senyorials i jurisdiccionals i controlaven la rectoria de la parròquia de Sant Martí, això va convertir la localitat en la peça clau de l'economia del monestir.
Els monjos van tenir una bona situació econòmica durant la història del monestir, tret de l'episodi de la Guerra dels Segadors. Com les seves rendes van disminuir, van decidir assentar famílies a les terres ermes de la Vallençana, per tal de cobrar-los un cens, a més dels corresponents delmes i primícies que corresponien al monestir. Després, les seves terres es mantindrien en les seves mans fins a la desamortització de Mendizábal de 1836.

### Exclaustració
Abans de la seva total exclaustració, la comunitat monàstica ja havia estat dissolta temporalment entre 1811 i 1820; el 7 de març de 1820, proclamada de nou la Constitució durant el Trienni Liberal, els objectes de culte van ser subhastats per l'Estat, després de passar a mans del vicari general. El 1821, el monestir va ser utilitzat com hospital durant l'epidèmia de febre groga, el contagi de la qual va acabar el juliol de l'any següent; l'Ajuntament de Barcelona va pagar les despeses de neteja i desinfecció de l'edifici, motiu pel qual es va blanquejar tot el monestir.
Els monjos aconseguien tornar al monestir el 5 d'abril de 1824, però el 25 de juliol de 1835 es produí l'exclaustració definitiva. La matinada del 27 de juliol, el monestir va ser saquejat i incendiat i va patir grans destruccions, el foc va començar a l'església i s'estengué a l'ala nord del claustre; fonts contemporànies comenten que el foc va durar dues setmanes i el fum dos mesos. Arran de la desamortització de Mendizábal, el govern va subhastar el monestir, que va ser comprat per Jaume Artigas, comerciant establert al carrer dels Flassaders i casat amb Francesca Aranyó i Torrents. La finca va ser dividida en dues i tres propietats i va dedicar-se a l'agricultura; les dependències monàstiques van adaptar-se per aquesta activitat, sobretot la part anomenada «Obra Nova». Després, va esdevenir una colònia d'estiueig per a barcelonins; les cel·les i les altres estances van convertir-se en apartaments, botigues, teatre, per acomodar-se al gust dels residents. Darrere del monestir també es van construir algunes torretes d'estiueig.

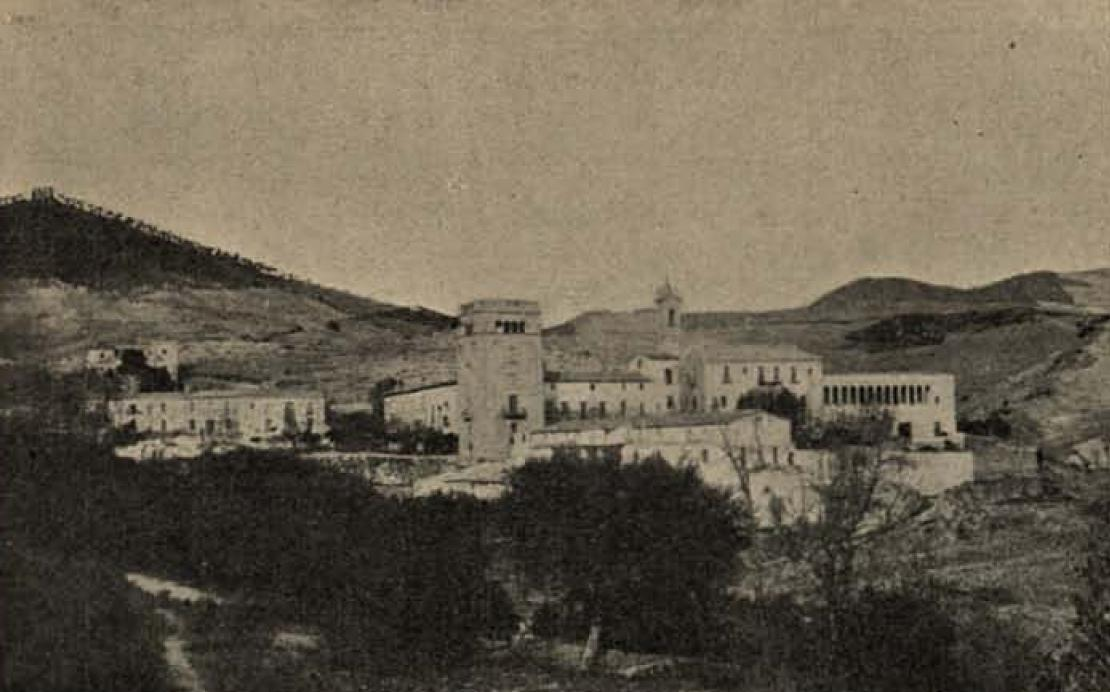
Fotografia de l'exterior del monestir, l'any 1910

Vers l'any 1900, la finca estava dividida en dues meitats, entre les famílies Algarra i Aranyó. Jaume Algarra va quedar-se amb la zona del monestir, on va fer restauracions segons el gust de l'època, respectant la construcció original. Els Aranyó van quedar-se la part agrícola, i van emprar-la també per a estiuejar. Posteriorment, els Algarra van vendre la seva part als marquesos de Sant Mori, que van traspassar els terrenys a la senyora Senillosa; segons testament d'aquesta la part noble del monestir es destinaria a «usos de repòs religiós i cultural». La part de la família Aranyó va quedar dividida en dos.
El 1967, el propietari va establir en emfiteusi la part noble de l'edifici a la Casa de Santiago. Adquirit en gran part per Francesca Güell el 1971, va establir-hi l'Àmbit de Repòs Francesca Güell, entitat que ha restaurat alguns dels edificis del monestir i la d'algunes pintures al fresc, amb la col·laboració del Centre de Restauració de Béns immobles de la Generalitat de Catalunya. El 1972, el Ple de l'Ajuntament de Badalona, presidit per l'alcalde franquista Felipe Antoja Vigo, va acordar demanar oficialment al Ministeri d'Educació i Ciència que declaressin «Monument Històric-Artístic d'Interès Nacional» el monestir de Sant Jeroni, la qual cosa es va publicar al BOE del 20 de desembre del 1974, qualificació que després s'estengué a les altres dependències i als voltants, segons la resolució de l'1 de desembre del 1982 publicada al DOGC de 28 de gener del 1983.
D'altra banda, al monestir s'han dut a terme diferents excavacions arqueològiques. La primera d'elles va ser al segle xix, de la mà de mossèn Gaietà Soler i Perejoan; les altres han estat al segle xx: el 1972-1973, sota la direcció de Joan Bacarisses i l'assessorament de Josep Maria Cuyàs, a la capella del Roser; el 1979, el Museu de Badalona, a la capella dels Dolors; i el 1991 el Museu de Badalona va portar la direcció tècnica de l'excavació de la nau de l'església.
El mes de novembre de 1993, els reis d'Espanya Joan Carles I i Sofia de Grècia van visitar el monestir, acompanyats de l'alcalde Joan Blanch i el president de la Generalitat Jordi Pujol, per presidir l'acte de commemoració del cinquè centenari de l'audiència dels Reis Catòlics a Cristòfor Colom a la seva teva tornada del primer viatge a Amèrica.

### Actualitat
Actualment, el monestir és la seu de l'Àmbit de Repòs Francesca Güell, l'Associació d'Amics de Sant Jeroni de la Murtra, que va néixer el 1981 amb la finalitat de donar suport a la primera, i la Fundació Catalunya-Amèrica, que té com a finalitat promoure l'apropament entre les cultures catalana i americana. Aquests entitats també hi sustenten el Museu Ramon Pané, que ha dut a terme alguns projectes culturals. El Museu de Badalona també hi fa visites guiades periòdiques. Les portes del monestir resten obertes de dimarts a diumenge i els passejants poden accedir-hi a les dependències més destacades. El 2012, prop de 6.000 persones el van visitar, però cal sumar també les que assisteixen a la missa de diumenge i altres activitats socioculturals i religioses que s'hi duen a terme; en total, va rebre més de 14.000 visitants. A més, com a espai de repòs, 126 persones hi van fer estada en les vuit cel·les que hi ha habilitades per estar en solitud, que conviden al silenci i a la reflexió.

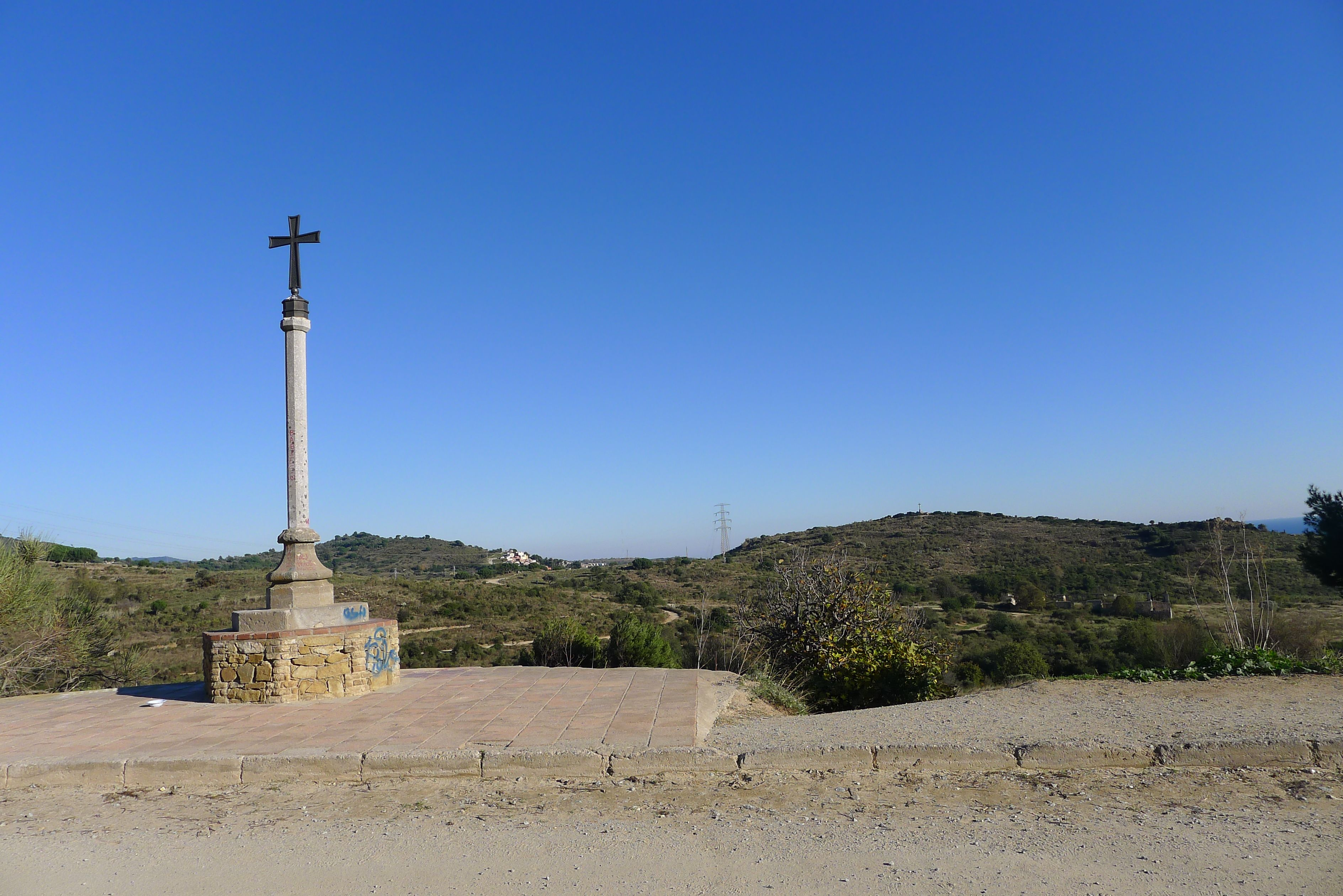
Creu de terme a l'actual camí dels Xiprers

L'any 2013 es va aprovar el Pla Director del Monestir de Sant Jeroni de la Murtra, el qual hauria de servir per saber quines actuacions s'hi han de dur a terme per a la seva rehabilitació i restauració, a més de la seva preservació com a bé cultural i fer-ne promoció. El 4 de març de 2014, el monestir i tot el seu entorn van ser declarats Bé Cultural d'Interès Nacional, per tal de millorar les condicions i la protecció global dels elements que l'envolten i caracteritzen, facilitat pel fet que la vall de Betlem o de Poià és tancada, de tal manera que Sant Jeroni és un dels monestirs catalans que conserven millor el seu ambient rural i d'eremitisme, lliure de la pressió urbanística, un ambient que cal conservar. Dins d'aquest territori, per tant, s'inclouen: les ermites de Sant Climent i de Sant Onofre, al serrat de les ermites; les restes de l'ermita de la Miranda; la creu de terme a l'actual camí d'accés a la banda de Santa Coloma; l'aqüeducte de Dosrius i els dels Hortets i el de Ca l'Alemany; dues pedreres, una arran del torrent dels Ossos, i una altra a ras del camí del collet de Llevant o de Canyet; el torrent de la Font Santa, prolongació del torrent dels Ossos i la mateixa Font Santa.

## Arquitectura
Està format per un conjunt monumental d'edificis d'estil gòtic tardà, inscrits en un espai rectangular formant un espai clos. Realitzats majoritàriament durant els segles XV i XVI, està compost de dues parts ben diferenciades: una a la part sud-oest, entorn el gran claustre gòtic i l'altra a la part est, que comprèn les restes de l'església, els antics cellers, l'Obra Nova i una casa entorn d'un gran pati central.

### Claustre

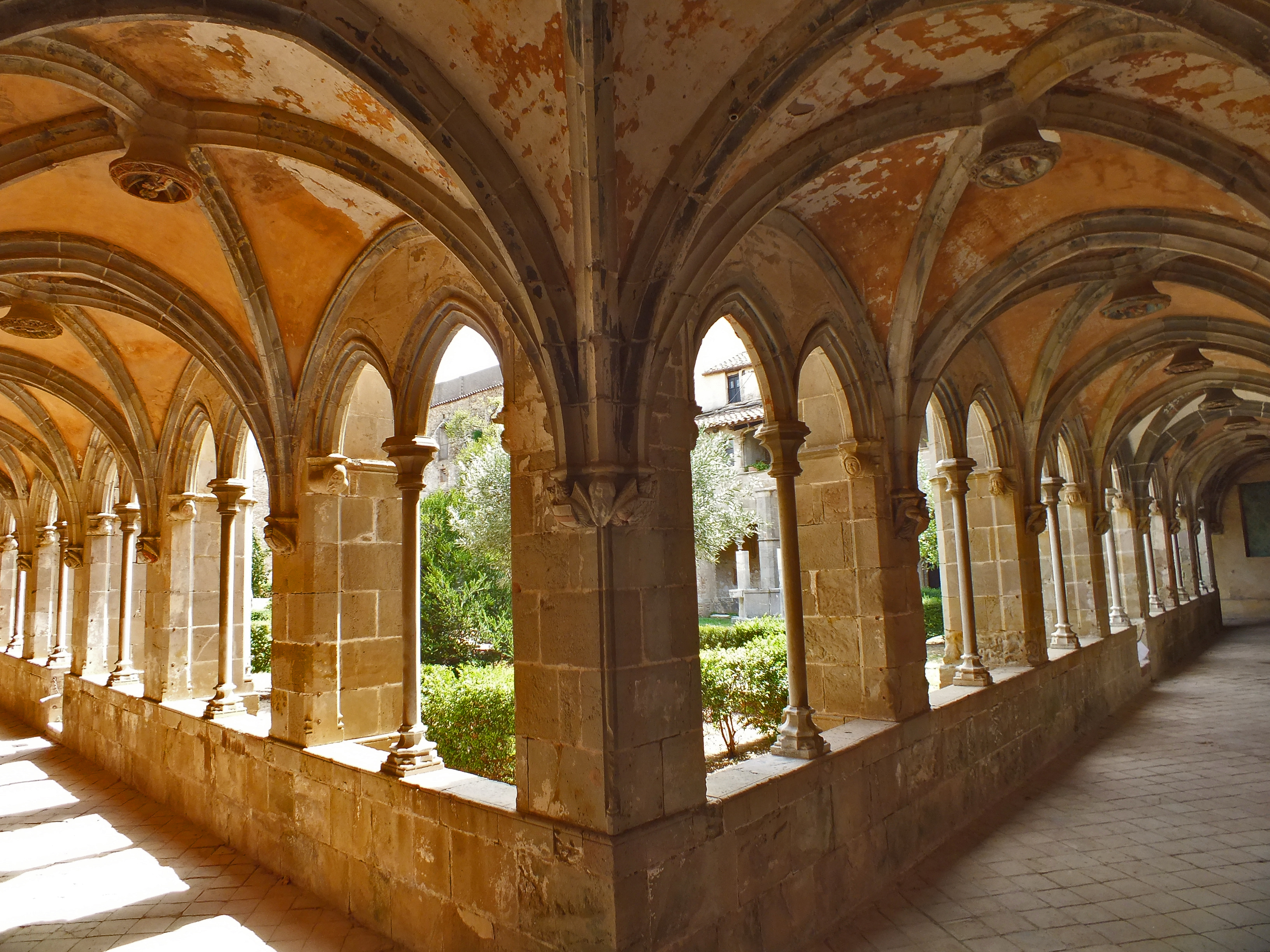
Angle del claustre

És la part més conservada i monumental del conjunt. Va ser construït amb pedra de Montjuïc, a excepció de la primera ala, realitzada amb maçoneria. De forma gairebé quadrada, té una planta gairebé quadrada de 28,38 per 27,70 m. Està compost per dos pisos o galeries, l'inferior, construït al segle xv en estil gòtic, format per set trams de volta d'ogiva entre contraforts. A cada tram corresponen dos arcs separats per esveltes columnes cilíndriques de pedra nummulítica de Girona, amb capitells i bases poligonals sense decoració escultòrica, que només és present a les mènsules i a les claus de volta. El pis superior del claustre té quinze arcs rebaixats per galeria, sostinguts per columnes de secció quadrilobulada.
Va ser construït en diverses fases, bé que va ser beneït el 6 de setembre de 1457 per fra Reginald de Roan, va tenir activitat constructiva també a finals del segle xv; el 1478 es contractà el mestre d'obres Jaime Alfonso de Baena. S'afirma que possiblement l'activitat va continuar durant tota la història de la comunitat monàstica. Actualment, té senceres tres de les seves ales, d'uns 28 m de llargada, la quarta va perdre's en l'incendi de 1835.
Al mig del claustre hi ha el Hortus Conclusus, on es troba un brollador en forma d'estrella vuitavada fet el 1502, ornat de caps de lleó, que és una rosa dels vents orientada cap al nord (hi ha una N pintada a l'ampit del claustre alt), un pou, construït entre 1469-1472, i un arbust de murtra, originari de Terra Santa, que va donar nom al monestir.

### Estances monacals
Les sales adjacents al claustre són el refetor, on els monjos realitzaven els àpats i la cuina, entre aquestes dues hi ha el refetoret, lloc reservat per als àpats dels convidats. En el pis superior hi ha els antics dormitoris amb arcs diafragma i embigat, en part refet modernament, no sempre respectant l'estructura original. Altres dependències són la sala capitular, el celler i el safareig.

#### Refetor

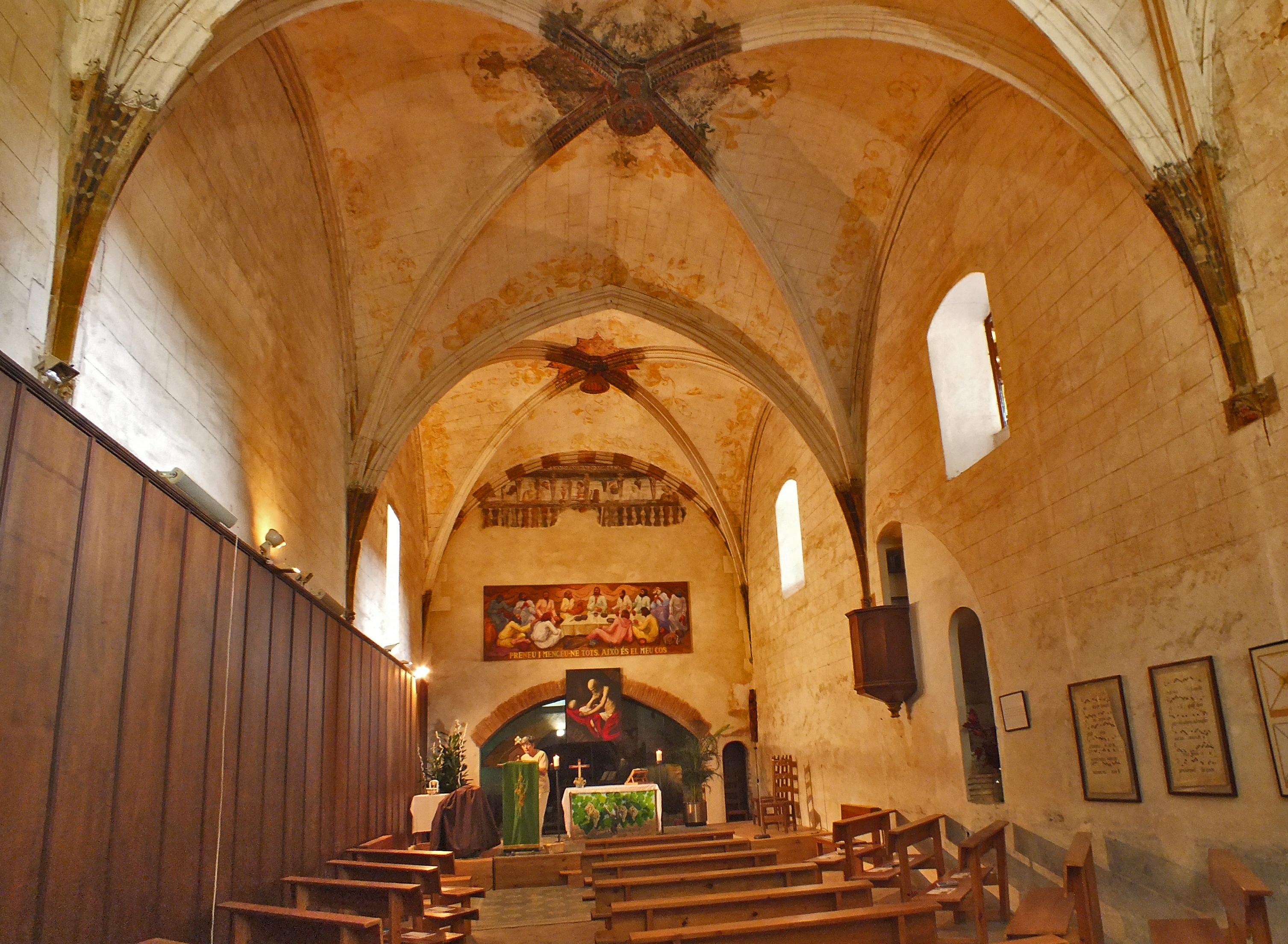
El refetor. Actualment la sala s'utilitza com a església

Es va començar a construir gràcies a Joan II el 1472, i va ser finalitzat entre 1473-1476. És una sala de 20 m de llargada realitzada en estil gòtic coberta amb tres voltes ogivals; en les claus de volta encara es pot veure l'escut d'armes del monarca amb la inscripció Rex Joanes me fecit, en la central hi està representat sant Jeroni. Entre 1475 i 1478 les seves parets es van cobrir de fusta. A finals del segle xv, es va construir un vitrall, però va ser tapiat pel perill de trencament i possible entrada de gent per l'obertura, a causa de la seva posició baixa respecte al terra.

#### Cuina

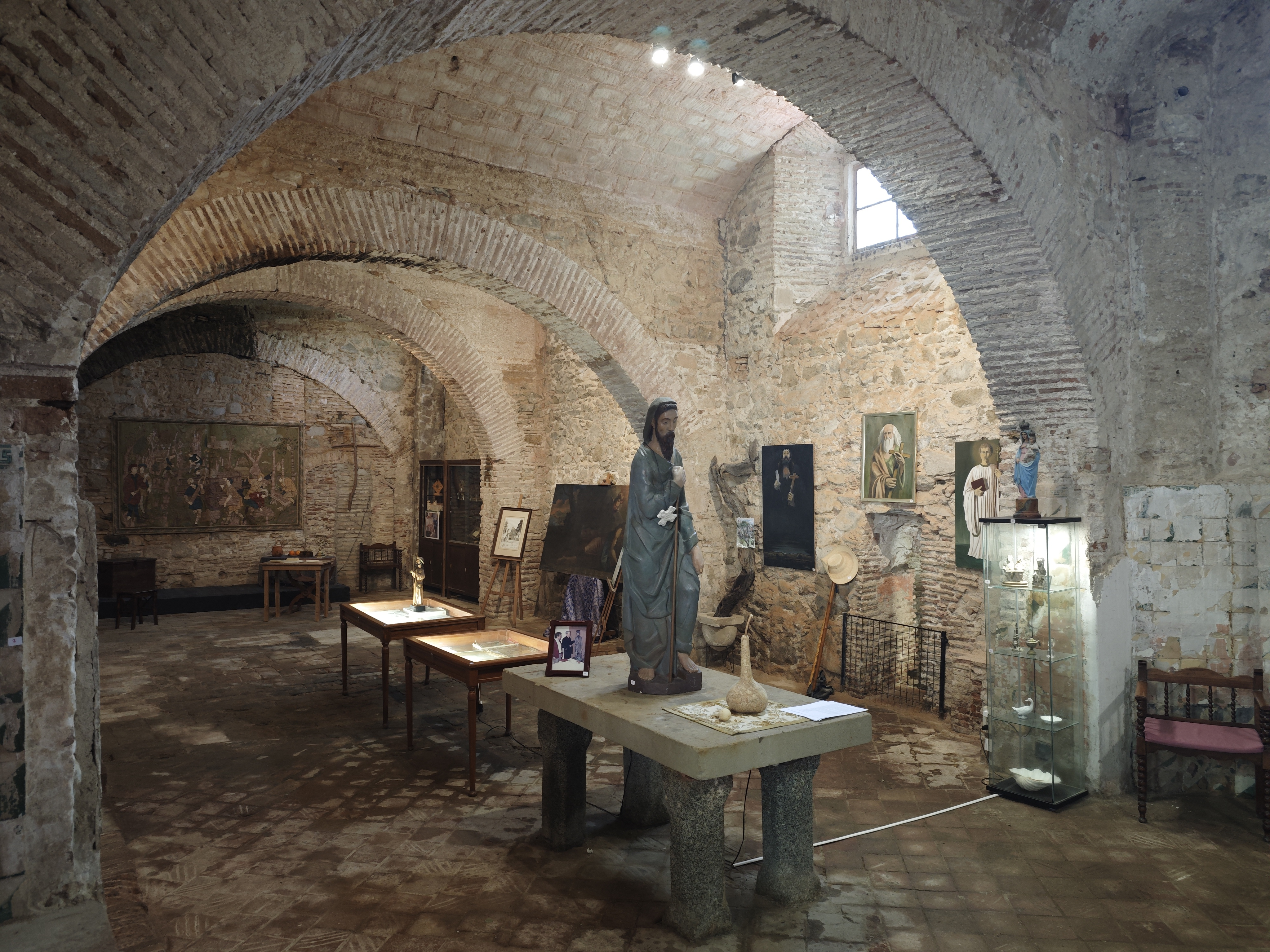
Cuina del Monestir de Sant Jeroni de la Murtra

De planta rectangular, fa 25 x 7 m, coberta amb quatre arcs de mig punt. Té dues entrades, una pel claustre i l'altra amb el refetor, a través de l'anomenat refetoret. Cinc finestrals donaven llum a l'estança, i les parets estaven cobertes amb rajoles cartabó verdes i blanques. Dels seus elements interns, té tres piques circulars fetes en pedra de 57 cm de diàmetre i una pica octogonal de 70 cm d'amplada. El foc se situava a la paret llindant amb el claustre, prop de la porta.

### Torre

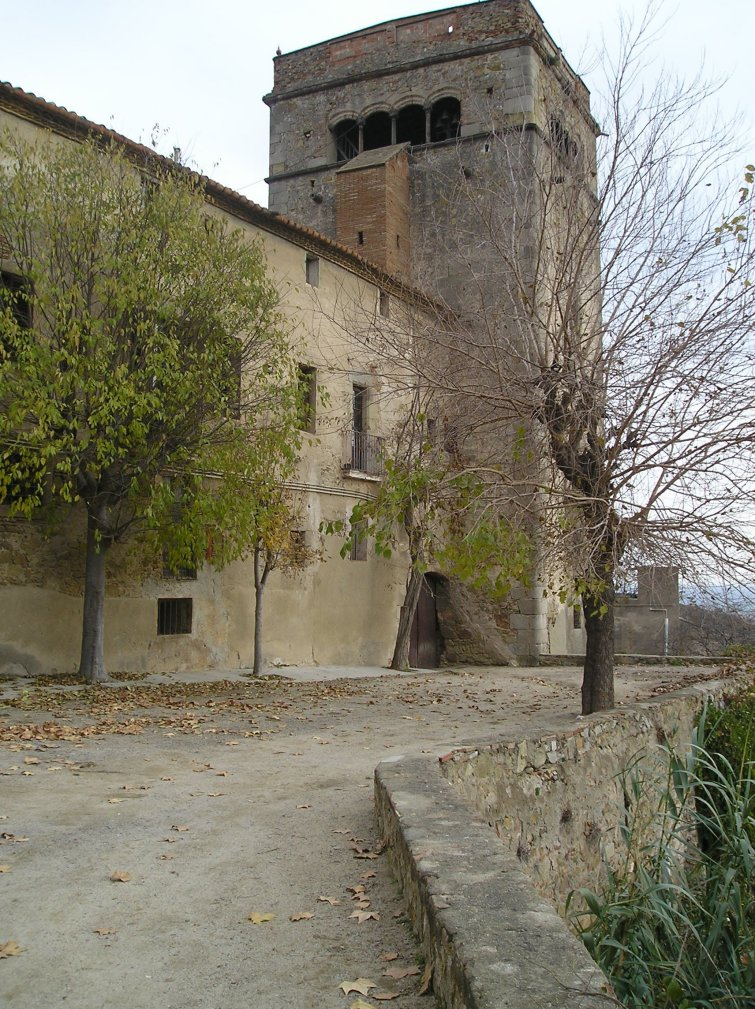
Vista de la torre

És un altre element monumental del conjunt, va ser construïda entre 1592 i 1597, per tal de defendre's o prevenir dels atacs de pirates que atacaven la costa catalana ocasionalment. Està situada en un dels angles del monestir i té forma quadrada o de defensa, de grans murs, amb una estança mirador a la part superior. L'any 1604 es va construir un pont de fusta que unia la torre i una escala de caragol des del seu paviment fins a la primera sala, que era la cel·la del prior. Antigament tenia el seu mirador cobert per una aguda teulada piramidal, que va ser realitzada el 1679, i es va enfonsar a començaments del segle xix.

### Església

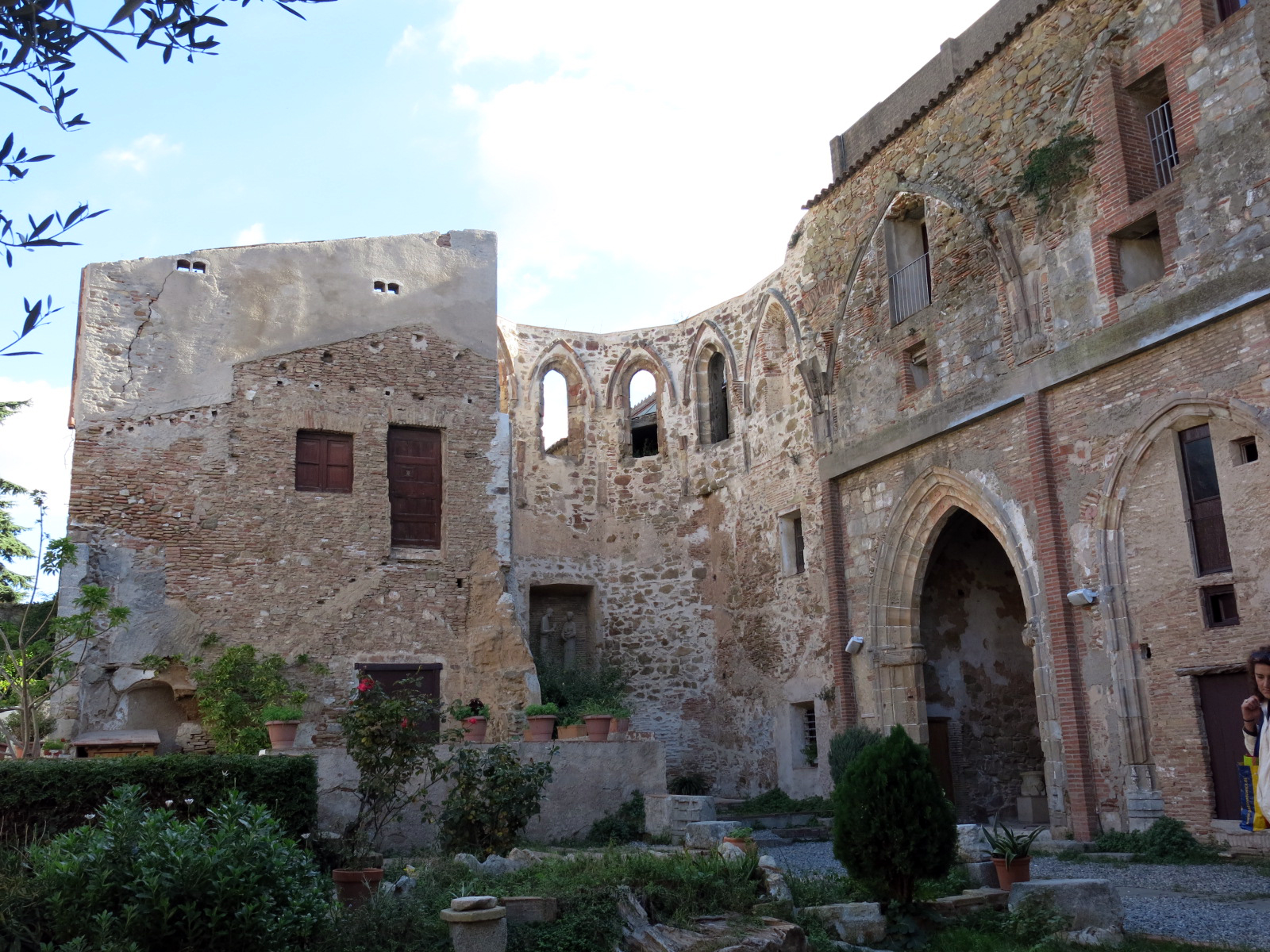
Vista del que resta de l'església, amb l'absis al fons

És d'estructura gòtica, però d'estil decadent, ben orientada, que va quedar conformada per una nau única de 24,50 x 6,41 m. La construcció va iniciar-se probablement vers 1455 i es va reformar al segle xvi, en llargada, car les capelles impedien fer-ho en amplada. El 1535 finalitza l'ampliació i el 1531 es parla de la construcció de les finestres. El 15 de febrer de 1687 es va pavimentar el presbiteri i el cos de l'església amb rajoles de València.
Comptava originalment amb sis capelles: a la banda de l'epístola estan la de la Mare de Déu del Roser, de la Concepció i la dels Dolors; on hi havia l'orgue hi ha la de Sant Miquel i la de Sant Bernat; al costat de l'evangeli hi havia la del Sant Crist, aquesta part, inclosa la gran capella que havia estat la del Sant Crist, transversal a l'església, són les parts més arruïnades de l'obra. Dita capella va ser feta el 1455 pel mestre Pellicer, i estava ornamentada amb pintures de Lluís Dalmau. En resten un mur lateral amb les seves capelles i l'absis, de forma poligonal, de cinc cares, al fons. El seu estat actual es deu a l'atac i l'incendi que va patir el monestir l'any 1835, que va provocar l'enfonsament gairebé total de l'església.
El campanar, de mala construcció i actualment decadent, es va fer entre el 1532 i el 1535, obra de Tomàs Berça. Posteriorment, se li va afegir un rellotge.

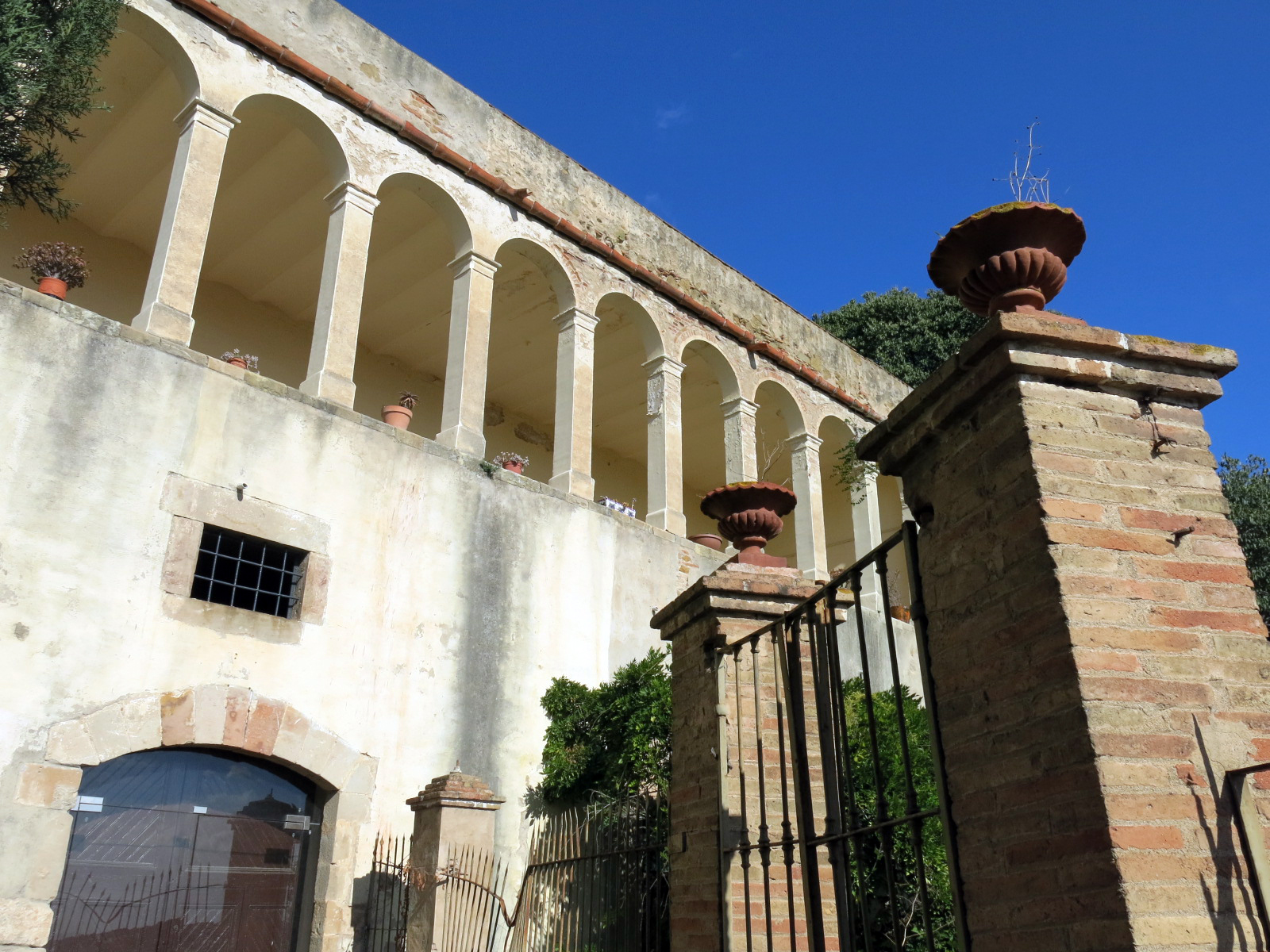
Vista de part de l'obra nova

### Obra Nova
L'anomenada obra nova data del segle xviii, de les quals pràcticament només resten els murs perimetrals, a més dels cups situats al nord-est del recinte, l'hospederia antiga i la casa dels colons: aquests dos darrers edificis són independents del conjunt monàstic pròpiament dit.